# Widok (Szczecin)
Widok (niem. Friedensburg) – część miasta prawobrzeżnego Szczecina na osiedlu Podjuchy. Dawniej samodzielna wieś.
Krzekoszów to osiedle położone pomiędzy ulicami: Radosną, Żeliwną, Sąsiedzką i Krzewiastą oraz Puszczą Bukową. Faktycznie stanowi wschodnią część Podjuch. Przez osiedle prowadzi także fragment autostrady A6/E28 i żółty szlak turystyczny łączący ul. Granitową z tzw. Szwedzkim Kamieniem położonym w rezerwacie przyrody Bukowe-Zdroje. Na obrzeżach znajduje się także hotel Panorama i rezerwat Zdroje. Polska nazwa osiedla pochodzi od pobliskiej Góry Widok w Parku Leśnym Zdroje.

## Historia
Po II wojnie światowej samodzielna gromada, w gminie Zdroje w powiecie gryfińskim w województwie szczecińskim, następnie wcielony do gromady Warnenka. 1 maja 1948, wraz z całą gminą Zdroje został włączony do Szczecina.